# Devil May Cry
Devil May Cry (també conegut com a DMC) és un joc d'acció creat per Capcom Production Studio 4 i publicat per Capcom l'any 2001 per la PlayStation 2. Els successos que es duen a terme en aquest joc es troben en segon lloc en l'ordre cronològic de la història, trobant-se després de Devil May Cry 3 i abans que Devil May Cry 2.
Situat en l'època actual en la fictícia Illa de Mallet, la història se centra en els personatges de Dante i Trish i la seva lluita contra el príncep de les tenebres, el Gran Mundus.

## Argument
Devil May Cry comença amb Dante que és atacat en la seva oficina per una misteriosa dona anomenada Trish. Ell l'impressiona en aturar fàcilment el seu atac, i li diu que ell caça dimonis per venjarse d'aquells que van matar a la seva mare i al seu germà. Ella li diu que el seu atac era una simple prova, i que el príncep de les tenebres Mundus, que Dante fa responsable de la mort de la seva família, està planejant tornar. L'escena salta a la seva arribada a un enorme castell, on sobtadament Trish desapareix pujant per una pared.
Dante explora el castell i es troba els enemics bàsics del joc, marionetes demoníaques. També es troba una nova espasa Alastor, i lluita contra el seu primer gran rival, una aranya demoniaca gegant. Dante guanya el combat, però això es torna un tema recurrent, ja que el rival derrotat reapareix més tard en un corredor, obligant al jugador a escollir un estret passadís o lluitar en el jardí. Després de l'exploració forçosa i el combat, Dante lluita contra un dimoni anomenat Nelo Angelo, el qual impressiona a Dante per la seva confiança. El dimoni estava guanyant, però sobtadament es veu la meitat de l'amulet que Dante porta, fent que aquest es retiri del combat. El dimoni ataca dues vegades més en missions posteriors, on es revela que era el germà bessó de Dante, Vergil. Després de la derrota final de Vergil, el seu amulet s'uneix amb la meitat del seu germà, i l'Espasa de força, l'espasa inicial que pertanyia al seu pare, es converteix en la poderosa espasa Sparda.
Quan Dante torna a trobar-se amb Trish, aquesta li revela que ella també treballa per Mundus. Però quan la seva vida està en perill, Dante decideix salvar-la dient que només ho ha fet per la semblança que té a la seva mare, i l'avisa que marxi. Més tard quan es prepara per lluitar contra Mundus, qui està a punt de matar a Trish, Dante torna a salvar-la i és ferit. Quan Mundus està a punt de fer el cop final, Trish rep l'atac. Això fa que el poder ocult de Dante desperti. Llavors Dante i Mundus lluiten en una altra realitat.
Dante surt victoriós del combat, i deixa l'amulet i l'espasa amb el cos immòbil de Trish abans de marxar. Mundus retorna i arracona a Dante, qui ha tornat a la seva força normal, abans que ell pogués escapar de l'illa; llavors Trish apareix i dona a Dante el seu poder. Dante derrota a Mundus, qui tenia la intenció de tornar i governar en el món dels humans. Quan Trish es vol disculpar comença a plorar, i Dante li diu que ella s'ha convertit en una humana i que no és més un dimoni, perquè els dimonis mai ploren. Dante i Trish fugen en avió abans que l'illa es destrueixi. Després dels crèdits, es revela que Dante i Trish treballen junts com a companys, i que han reanomenat l'oficina amb el nom de "Devil Never Cry".